# Formel-1-Weltmeisterschaft 1990

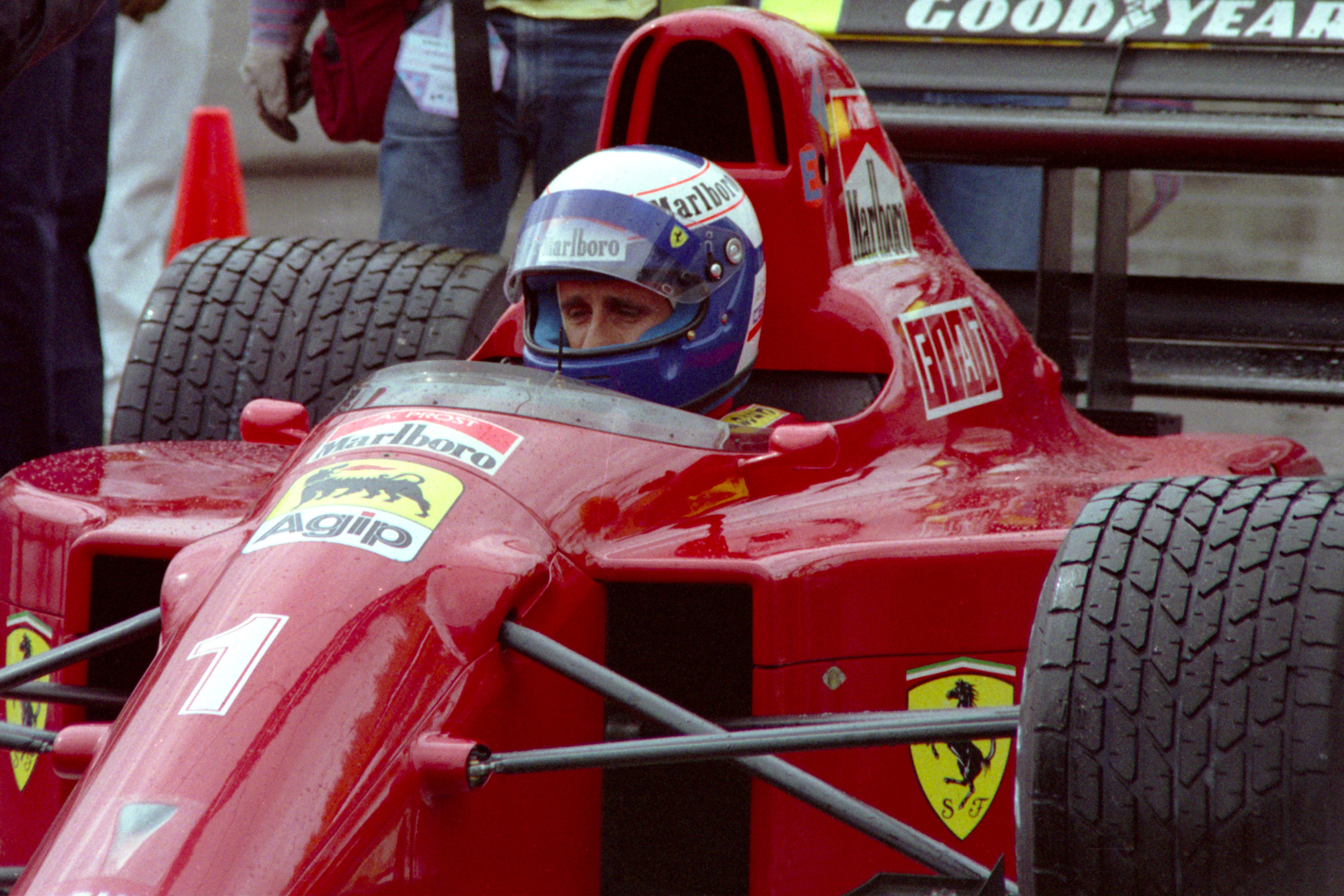
Titelverteidiger Alain Prost im Ferrari 641 beim US-GP

Die Formel-1-Weltmeisterschaft 1990 war die 41. Saison der Formel-1-Weltmeisterschaft. Sie wurde über 16 Rennen in der Zeit vom 11. März 1990 bis zum 4. November 1990 ausgetragen. Ayrton Senna gewann zum zweiten Mal die Fahrerweltmeisterschaft. McLaren wurde zum sechsten Mal Konstrukteursweltmeister.

## Änderungen 1990

### Rennstrecken
Wie im Vorjahr fanden insgesamt 16 Rennen statt, wobei die austragenden Länder gleich blieben. Der Große Preis von Brasilien kehrte nach zehn Jahren auf dem Autódromo Internacional Nelson Piquet in Rio de Janeiro auf das Autódromo José Carlos Pace in São Paulo zurück, dessen Streckenführung gegenüber der letzten Austragung 1980 allerdings deutlich verkürzt wurde. Daneben wurde nach den Erfahrungen aus dem Vorjahr der Große Preis der USA aus der Saisonmitte an deren Anfang verlegt, da sich das heiße Wüstenklima am Phoenix Street Circuit als für Teams wie Zuschauer nur schwer erträglich herausgestellt hatte.

### Reglement
Vorgeschrieben wurden größere Rückspiegel sowie ein schnell entfernbares Lenkrad.

### Teams
Einziges neues Team im Feld war Life Racing, das mit einem selbst konstruierten W12-Motor (Life F35) und einem umgebauten First-Chassis von 1988 antrat. Gegenüber der Vorsaison nicht mehr vertreten waren dafür die beiden deutschen Rennställe Rial Racing und Zakspeed. Arrows trat nach dem Eintritt eines Sponsors nun unter dem Namen Footwork an. Hingegen behielt der italienische Rennstall Coloni seinen Namen, obwohl der japanische Automobilkonzern Subaru eine Anteilsmehrheit erworben hatte.

### Motorenlieferanten
Lamborghini Engineering, das im Vorjahr das französische Larrousse-Team versorgt hatte, rüstete nun zusätzlich den britischen Traditionsrennstall Lotus aus, der im Vorjahr von Judd versorgt worden war. Einen komplett neuen Motor verwendete das Coloni-Team, das einen unter dem Namen seines Mehrheitseigners Subaru gemeldete Zwölfzylinder-Boxermotor von Motori Moderni verbaute. Nachdem sich dieser Motor als wenig geeignet erwiesen hatte, kaufte Coloni in der zweiten Saisonhälfte seine Anteile von Subaru zurück und griff fortan wie zuvor auf Ford-Motoren zurück. Ähnlich verfuhr auch Life, dessen eigener W12-Motor sich im Saisonverlauf ebenfalls als Reinfall erwies und der deshalb gegen Saisonende durch einen Motor von Judd ersetzt wurde. Alle weiteren Teams blieben bei ihren bisherigen Motorenpartnern.

### Reifen
Reifenanbieter waren weiterhin Goodyear und Pirelli, und einige Teams wechselten den jeweiligen Lieferanten. Von Goodyear zu Pirelli wechselte Tyrrell, umgekehrt ließ sich Coloni nun von Goodyear beliefern. Der neue Rennstall Life Racing setzte auf Pirelli.

### Technische Innovation
Der Tyrrell 019 setzte auf eine neuartige Gestaltung der Frontpartie, bei der die Fahrzeugnase hochgezogen und der Frontflügel darunter „hängend“ angebracht wurde. Diese Bauform erlaubte eine bessere Anströmung des Fahrzeug-Unterbodens und machte den zuvor im hinteren Mittelfeld zu findenden Rennstall trotz schwachen Motors konkurrenzfähig. Auch diese Entwicklung war sehr einflussreich und wurde bis 1996 von sämtlichen Teams übernommen.
Der W-Motor von Life sowie der Boxermotor von Motori Moderni bei Coloni stellen die bislang einzigen Versuche in der Formel 1 mit diesen Motorenkonzepten dar und waren aus verschiedenen Gründen erfolglos, sodass sie nicht weiterverfolgt wurden.

### Fahrer
Gerhard Berger und Alain Prost tauschten ihre Cockpits – der Österreicher nahm den Platz des amtierenden Weltmeisters bei McLaren ein, der dafür zu Ferrari wechselte. Benetton überraschte mit der Verpflichtung von Ex-Weltmeister Nelson Piquet, der von Lotus kam und neuer Teamkollege von Alessandro Nannini wurde. Brabham wiederum behielt Stefano Modena, ersetzte aber Martin Brundle durch den Schweizer Gregor Foitek.
Komplett neu stellte sich Lotus auf, für das Derek Warwick und Martin Donnelly fuhren. Neben Piquet hatte auch Satoru Nakajima das Team verlassen und war zu Tyrrell gewechselt, wo er Jonathan Palmer ersetzte. Ebenfalls große Umstellungen gab es bei Footwork: Eddie Cheever hatte seine Karriere beendet und Warwick war wie erwähnt zu Lotus gewechselt. Neu ins Team kamen dafür der Routinier Michele Alboreto und der zuvor bei Zakspeed erfolglose Bernd Schneider, der allerdings schon nach nur einem Rennen vom früheren Dallara-Fahrer Alex Caffi ersetzt wurde und erst gegen Saisonende einen weiteren Auftritt hatte.
Bei BMS Scuderia Italia wiederum trat erst Gianni Morbidelli die Nachfolge von Caffi an, dann Emanuele Pirro, der das Vorjahr bei Benetton beendet hatte. Das zweite Cockpit verblieb dagegen bei Andrea de Cesaris. Ähnlich verfuhr auch Minardi, das seinen Routinier Pierluigi Martini an Bord behielt und das zweite Cockpit an Paolo Barilla vergab, der in der Vorsaison bereits einen Einsatz für das Team anstelle von Luis Pérez-Sala bestritten hatte.
Neue Fahrerpaarungen gab es auch bei Ligier und Larrousse: Bei ersterem fuhren nun Nicola Larini und Philippe Alliot. Letzterer war im Vorjahr ebenso wie Michele Alboreto bei Larrousse gefahren. Dort wiederum wurden nun Éric Bernard und Aguri Suzuki eingesetzt, die beide in den Vorjahren bereits einige Rennen für dieses Team bestritten hatten.
Osella wiederum setzte nur noch ein Auto ein, das jeweils vom im Vorjahr bei Ligier fahrenden Olivier Grouillard gefahren wurde. Die beiden Fahrer des Vorjahres, Gabriele Tarquini und Piercarlo Ghinzani, hatten dabei das Nachsehen. Auch Coloni trat mit nur einem Auto an, das in diesem Jahr von Bertrand Gachot gefahren wurde. Hingegen brachte EuroBrun nun zwei Autos an den Start, besetzte beide Cockpits aber mit dem vorherigen Coloni-Fahrer Roberto Moreno und Claudio Langes neu. Für Life schließlich debütierte Gary Brabham, ehe dort nach zwei Rennen Bruno Giacomelli ein Comeback nach siebenjähriger Abwesenheit feierte.
Keine personellen Veränderungen gab es lediglich bei Williams, Leyton House und AGS. Auch Onyx begann die Saison mit denselben Fahrern, mit denen es auch die Saison 1989 beendet hatte, allerdings wurde Stefan Johansson schon nach zwei Rennen wiederum durch Gregor Foitek ersetzt, der zum selben Zeitpunkt seinerseits bei Brabham durch David Brabham ersetzt worden war, den Sohn des ursprünglichen Teamgründers Jack Brabham.

### Vorqualifikation
Wegen der großen Anzahl gemeldeter Autos war wie schon im Vorjahr eine Vorqualifikation erforderlich. Durch sie sollte der Kreis der Fahrer, die an der Qualifikation teilnehmen durften, vorab reduziert werden. Die Vorqualifikation fand jeweils am Freitagmorgen vor dem ersten Training statt. Sie war für die leistungsschwächsten Teams der zweiten Saisonhälfte 1989 sowie für neu antretende Teams verpflichtend. Bei den ersten acht Rennen unterlagen beide Autos von AGS, EuroBrun und Larrousse sowie je ein Auto von Coloni, Life und Osella der Vorqualifikation. Ab dem neunten Saisonrennen waren beide Larrousse von der Vorqualifikation befreit; an ihre Stelle traten die Ligiers.

## Teams und Fahrer
| Bild               | Team                                                   | Chassis                      | Motor                                   | Reifen | Nr.               | Stammfahrer        | Rennen | Test-/ Ersatzfahrer            |
| ------------------ | ------------------------------------------------------ | ---------------------------- | --------------------------------------- | ------ | ----------------- | ------------------ | ------ | ------------------------------ |
| Ferrari 640        | Scuderia Ferrari SpA                                   | Ferrari 641                  | Ferrari 3.5 V12                         | G      | 01                | Alain Prost        | 1–16   | Gianni Morbidelli              |
| Ferrari 640        | Scuderia Ferrari SpA                                   | Ferrari 641                  | Ferrari 3.5 V12                         | G      | 02                | Nigel Mansell      | 1–16   | Gianni Morbidelli              |
| Tyrrell 019        | Tyrrell Racing Organisation                            | Tyrrell 018 Tyrrell 019      | Ford Cosworth DFR 3.5 V8                | P      | 03                | Satoru Nakajima    | 1–16   | Volker Weidler                 |
| Tyrrell 019        | Tyrrell Racing Organisation                            | Tyrrell 018 Tyrrell 019      | Ford Cosworth DFR 3.5 V8                | P      | 04                | Jean Alesi         | 1–16   | Volker Weidler                 |
| Williams FW13      | Canon Williams Team                                    | Williams FW13B               | Renault 3.5 V10                         | G      | 05                | Thierry Boutsen    | 1–16   | Mark Blundell                  |
| Williams FW13      | Canon Williams Team                                    | Williams FW13B               | Renault 3.5 V10                         | G      | 06                | Riccardo Patrese   | 1–16   | Mark Blundell                  |
|                    | Motor Racing Developments                              | Brabham BT58 Brabham BT59    | Judd EV 3.5 V8                          | P      | 07                | Gregor Foitek      | 1–2    | n/a                            |
| David Brabham      | Motor Racing Developments                              | Brabham BT58 Brabham BT59    | Judd EV 3.5 V8                          | P      | 07                | 3–16               |        | n/a                            |
| 08                 | Motor Racing Developments                              | Brabham BT58 Brabham BT59    | Judd EV 3.5 V8                          | P      | Stefano Modena    | 1–16               |        | n/a                            |
|                    | Footwork Arrows Racing                                 | Arrows A11 Arrows A11B       | Ford Cosworth DFR 3.5 V8                | G      | 09                | Michele Alboreto   | 1–16   | n/a                            |
| 10                 | Footwork Arrows Racing                                 | Arrows A11 Arrows A11B       | Ford Cosworth DFR 3.5 V8                | G      | Bernd Schneider   | 1, 14              |        | n/a                            |
| 10                 | Footwork Arrows Racing                                 | Arrows A11 Arrows A11B       | Ford Cosworth DFR 3.5 V8                | G      | Alex Caffi        | 2–13, 15, 16       |        | n/a                            |
| Lotus 102          | Camel Team Lotus                                       | Lotus 102                    | Lamborghini 3.5 V12                     | G      | 11                | Derek Warwick      | 1–16   | n/a                            |
| Lotus 102          | Camel Team Lotus                                       | Lotus 102                    | Lamborghini 3.5 V12                     | G      | 12                | Martin Donnelly    | 1–14   | n/a                            |
| Lotus 102          | Camel Team Lotus                                       | Lotus 102                    | Lamborghini 3.5 V12                     | G      | 12                | Johnny Herbert     | 15, 16 | n/a                            |
|                    | Osella Squadra Corse                                   | Osella FA1M-89 Osella FA1ME  | Ford Cosworth DFR 3.5 V8                | P      | 14                | Olivier Grouillard | 1–16   | n/a                            |
| Leyton House CG901 | Leyton House Racing                                    | Leyton House CG901           | Judd 3.5 V8                             | G      | 15                | Maurício Gugelmin  | 1–16   | Bruno Giacomelli               |
| Leyton House CG901 | Leyton House Racing                                    | Leyton House CG901           | Judd 3.5 V8                             | G      | 16                | Ivan Capelli       | 1–16   | Bruno Giacomelli               |
|                    | Automobiles Gonfaronnaises Sportives                   | AGS JH24 AGS JH25            | Ford Cosworth DFR 3.5 V8                | G      | 17                | Gabriele Tarquini  | 1–16   | n/a                            |
| 18                 | Automobiles Gonfaronnaises Sportives                   | AGS JH24 AGS JH25            | Ford Cosworth DFR 3.5 V8                | G      | Yannick Dalmas    | 1–16               |        | n/a                            |
| Benetton B190      | Benetton Formula Ltd                                   | Benetton B189B Benetton B190 | Ford HB III/IV 3.5 V8                   | G      | 19                | Alessandro Nannini | 1–14   | Johnny Dumfries Roberto Moreno |
| Benetton B190      | Benetton Formula Ltd                                   | Benetton B189B Benetton B190 | Ford HB III/IV 3.5 V8                   | G      | 19                | Roberto Moreno     | 15, 16 | Johnny Dumfries Roberto Moreno |
| Benetton B190      | Benetton Formula Ltd                                   | Benetton B189B Benetton B190 | Ford HB III/IV 3.5 V8                   | G      | 20                | Nelson Piquet      | 1–16   | Johnny Dumfries Roberto Moreno |
|                    | BMS Scuderia Italia                                    | Dallara F190                 | Ford Cosworth DFR 3.5 V8                | P      | 21                | Gianni Morbidelli  | 1, 2   | Andrea Montermini              |
| Emanuele Pirro     | BMS Scuderia Italia                                    | Dallara F190                 | Ford Cosworth DFR 3.5 V8                | P      | 21                | 3–16               |        | Andrea Montermini              |
| 22                 | BMS Scuderia Italia                                    | Dallara F190                 | Ford Cosworth DFR 3.5 V8                | P      | Andrea de Cesaris | 1–16               |        | Andrea Montermini              |
| Minardi M190       | SCM Minardi Team SpA                                   | Minardi M189 Minardi M190    | Ford Cosworth DFR 3.5 V8                | P      | 23                | Pierluigi Martini  | 1–16   | n/a                            |
| Minardi M190       | SCM Minardi Team SpA                                   | Minardi M189 Minardi M190    | Ford Cosworth DFR 3.5 V8                | P      | 24                | Paolo Barilla      | 1–14   | n/a                            |
| Minardi M190       | SCM Minardi Team SpA                                   | Minardi M189 Minardi M190    | Ford Cosworth DFR 3.5 V8                | P      | 24                | Gianni Morbidelli  | 15, 16 | n/a                            |
| Ligier JS33B       | Ligier Gitanes                                         | Ligier JS33B                 | Ford Cosworth DFR 3.5 V8                | G      | 25                | Nicola Larini      | 1–16   | Emmanuel Collard               |
| Ligier JS33B       | Ligier Gitanes                                         | Ligier JS33B                 | Ford Cosworth DFR 3.5 V8                | G      | 26                | Philippe Alliot    | 1–16   | Emmanuel Collard               |
| McLaren MP4/5B     | Honda Marlboro McLaren                                 | McLaren MP4/5B               | Honda 3.5 V10                           | G      | 27                | Ayrton Senna       | 1–16   | Jonathan Palmer Allan McNish   |
| McLaren MP4/5B     | Honda Marlboro McLaren                                 | McLaren MP4/5B               | Honda 3.5 V10                           | G      | 28                | Gerhard Berger     | 1–16   | Jonathan Palmer Allan McNish   |
| Lola LC90          | Espo Larrousse F1                                      | Lola LC89B Lola LC90         | Lamborghini 3.5 V12                     | G      | 29                | Éric Bernard       | 1–16   | n/a                            |
| Lola LC90          | Espo Larrousse F1                                      | Lola LC89B Lola LC90         | Lamborghini 3.5 V12                     | G      | 30                | Aguri Suzuki       | 1–16   | n/a                            |
| Coloni C3C         | Subaru Coloni Racing Coloni Racing Srl                 | Coloni C3B Coloni C3C        | Subaru 3.5 B12 Ford Cosworth DFR 3.5 V8 | G      | 31                | Bertrand Gachot    | 1–16   | n/a                            |
| EuroBrun ER189B    | EuroBrun Racing                                        | EuroBrun ER189B              | Judd CV 3.5 V8                          | P      | 33                | Roberto Moreno     | 1–14   | n/a                            |
| EuroBrun ER189B    | EuroBrun Racing                                        | EuroBrun ER189B              | Judd CV 3.5 V8                          | P      | 34                | Claudio Langes     | 1–14   | n/a                            |
| Onyx ORE-1         | Moneytron Onyx Formula One Monteverdi Onyx Formula One | Onyx ORE-1 Onyx ORE-2        | Ford Cosworth DFR 3.5 V8                | G      | 35                | Stefan Johansson   | 1, 2   | n/a                            |
| Onyx ORE-1         | Moneytron Onyx Formula One Monteverdi Onyx Formula One | Onyx ORE-1 Onyx ORE-2        | Ford Cosworth DFR 3.5 V8                | G      | 35                | Gregor Foitek      | 3–10   | n/a                            |
| Onyx ORE-1         | Moneytron Onyx Formula One Monteverdi Onyx Formula One | Onyx ORE-1 Onyx ORE-2        | Ford Cosworth DFR 3.5 V8                | G      | 36                | JJ Lehto           | 1–10   | n/a                            |
| Life F190          | Life Racing Engines                                    | Life L190                    | Life F35 3.5 W12 Judd 3.5 V8            | G      | 39                | Gary Brabham       | 1, 2   | n/a                            |
| Life F190          | Life Racing Engines                                    | Life L190                    | Life F35 3.5 W12 Judd 3.5 V8            | G      | 39                | Bruno Giacomelli   | 3–14   | n/a                            |

## Rennkalender
| Nr. | Datum         | Grand Prix (Strecke)           | Distanz (km) | Sieger                              | Zweiter                            | Dritter                            | Pole- Position                     | Schnellste Rennrunde                | Gesamtführender Fahrer       | Gesamtführender Konstrukteur |
| --- | ------------- | ------------------------------ | ------------ | ----------------------------------- | ---------------------------------- | ---------------------------------- | ---------------------------------- | ----------------------------------- | ---------------------------- | ---------------------------- |
| 01  | 11. März      | USA (Phoenix)                  | 273,456      | Ayrton Senna (McLaren-Honda)        | Jean Alesi (Tyrrell-Ford)          | Thierry Boutsen (Williams-Renault) | Gerhard Berger (McLaren-Honda)     | Gerhard Berger (McLaren-Honda)      | Ayrton Senna (McLaren-Honda) | McLaren-Honda                |
| 02  | 25. März      | Brasilien (São Paulo)          | 307,075      | Alain Prost (Ferrari)               | Gerhard Berger (McLaren-Honda)     | Ayrton Senna (McLaren-Honda)       | Ayrton Senna (McLaren-Honda)       | Gerhard Berger (McLaren-Honda)      | Ayrton Senna (McLaren-Honda) | McLaren-Honda                |
| 03  | 13. Mai       | San Marino (Imola)             | 307,440      | Riccardo Patrese (Williams-Renault) | Gerhard Berger (McLaren-Honda)     | Alessandro Nannini (Benetton-Ford) | Ayrton Senna (McLaren-Honda)       | Alessandro Nannini (Benetton-Ford)  | Ayrton Senna (McLaren-Honda) | McLaren-Honda                |
| 04  | 27. Mai       | Monaco (Monte Carlo)           | 259,584      | Ayrton Senna (McLaren-Honda)        | Jean Alesi (Tyrrell-Ford)          | Gerhard Berger (McLaren-Honda)     | Ayrton Senna (McLaren-Honda)       | Ayrton Senna (McLaren-Honda)        | Ayrton Senna (McLaren-Honda) | McLaren-Honda                |
| 05  | 10. Juni      | Kanada (Montréal)              | 307,300      | Ayrton Senna (McLaren-Honda)        | Nelson Piquet (Benetton-Ford)      | Nigel Mansell (Ferrari)            | Ayrton Senna (McLaren-Honda)       | Gerhard Berger (McLaren-Honda)      | Ayrton Senna (McLaren-Honda) | McLaren-Honda                |
| 06  | 24. Juni      | Mexiko (Mexiko-Stadt)          | 305,049      | Alain Prost (Ferrari)               | Nigel Mansell (Ferrari)            | Gerhard Berger (McLaren-Honda)     | Gerhard Berger (McLaren-Honda)     | Alain Prost (Ferrari)               | Ayrton Senna (McLaren-Honda) | McLaren-Honda                |
| 07  | 8. Juli       | Frankreich (Le Castellet)      | 305,040      | Alain Prost (Ferrari)               | Ivan Capelli (Leyton House-Judd)   | Ayrton Senna (McLaren-Honda)       | Nigel Mansell (Ferrari)            | Nigel Mansell (Ferrari)             | Ayrton Senna (McLaren-Honda) | McLaren-Honda                |
| 08  | 15. Juli      | Großbritannien (Silverstone)   | 305,792      | Alain Prost (Ferrari)               | Thierry Boutsen (Williams-Renault) | Ayrton Senna (McLaren-Honda)       | Nigel Mansell (Ferrari)            | Nigel Mansell (Ferrari)             | Alain Prost (Ferrari)        | McLaren-Honda                |
| 09  | 29. Juli      | Deutschland (Hockenheim)       | 306,090      | Ayrton Senna (McLaren-Honda)        | Alessandro Nannini (Benetton-Ford) | Gerhard Berger (McLaren-Honda)     | Ayrton Senna (McLaren-Honda)       | Thierry Boutsen (Williams-Renault)  | Ayrton Senna (McLaren-Honda) | McLaren-Honda                |
| 10  | 12. August    | Ungarn (Mogyoród)              | 305,536      | Thierry Boutsen (Williams-Renault)  | Ayrton Senna (McLaren-Honda)       | Nelson Piquet (Benetton-Ford)      | Thierry Boutsen (Williams-Renault) | Riccardo Patrese (Williams-Renault) | Ayrton Senna (McLaren-Honda) | McLaren-Honda                |
| 11  | 26. August    | Belgien (Spa-Francorchamps)    | 305,360      | Ayrton Senna (McLaren-Honda)        | Alain Prost (Ferrari)              | Gerhard Berger (McLaren-Honda)     | Ayrton Senna (McLaren-Honda)       | Alain Prost (Ferrari)               | Ayrton Senna (McLaren-Honda) | McLaren-Honda                |
| 12  | 9. September  | Italien (Monza)                | 307,400      | Ayrton Senna (McLaren-Honda)        | Alain Prost (Ferrari)              | Gerhard Berger (McLaren-Honda)     | Ayrton Senna (McLaren-Honda)       | Ayrton Senna (McLaren-Honda)        | Ayrton Senna (McLaren-Honda) | McLaren-Honda                |
| 13  | 23. September | Portugal (Estoril)             | 265,350      | Nigel Mansell (Ferrari)             | Ayrton Senna (McLaren-Honda)       | Alain Prost (Ferrari)              | Nigel Mansell (Ferrari)            | Riccardo Patrese (Williams-Renault) | Ayrton Senna (McLaren-Honda) | McLaren-Honda                |
| 14  | 30. September | Spanien (Jerez de la Frontera) | 307,914      | Alain Prost (Ferrari)               | Nigel Mansell (Ferrari)            | Alessandro Nannini (Benetton-Ford) | Ayrton Senna (McLaren-Honda)       | Riccardo Patrese (Williams-Renault) | Ayrton Senna (McLaren-Honda) | McLaren-Honda                |
| 15  | 21. Oktober   | Japan (Suzuka)                 | 310,527      | Nelson Piquet (Benetton-Ford)       | Roberto Moreno (Benetton-Ford)     | Aguri Suzuki (Lola-Lamborghini)    | Ayrton Senna (McLaren-Honda)       | Riccardo Patrese (Williams-Renault) | Ayrton Senna (McLaren-Honda) | McLaren-Honda                |
| 16  | 4. November   | Australien (Adelaide)          | 306,180      | Nelson Piquet (Benetton-Ford)       | Nigel Mansell (Ferrari)            | Alain Prost (Ferrari)              | Ayrton Senna (McLaren-Honda)       | Nigel Mansell (Ferrari)             | Ayrton Senna (McLaren-Honda) | McLaren-Honda                |

## Rennberichte

### Großer Preis der USA
| Platz | Fahrer          | Team             | Zeit        |
| ----- | --------------- | ---------------- | ----------- |
| 1     | Ayrton Senna    | McLaren-Honda    | 1:52:32,829 |
| 2     | Jean Alesi      | Tyrrell-Ford     | + 8,685     |
| 3     | Thierry Boutsen | Williams-Renault | + 54,080    |
| PP    | Gerhard Berger  | McLaren-Honda    | 1:28,664    |
| SR    | Gerhard Berger  | McLaren-Honda    | 1:31,050    |

Der Große Preis der USA in Phoenix (Arizona) fand am 11. März 1990 statt und ging über 72 Runden (273,5 km).
Das Qualifikationstraining führte zu einer ungewöhnlichen Startaufstellung, in der zahlreiche kleine Teams gute Startpositionen einnahmen. Trainings-Bester wurde Gerhard Berger (McLaren). Auf Startposition zwei stand Pierluigi Martini im Minardi, Andrea de Cesaris im BMS-Dallara hatte Position drei inne, und Jean Alesi im Tyrrell ging von Platz vier ins Rennen. Olivier Grouillard auf Osella stand auf Position acht und Roberto Moreno im EuroBrun ER189 auf Startposition 16.
Die schnellste Rundenzeit im Rennen fuhr ebenfalls Gerhard Berger, der aber wegen Kupplungs-Problemen ausfiel. Insgesamt wurden von 26 gestarteten Fahrern 14 gewertet.

### Großer Preis von Brasilien
| Platz | Fahrer         | Team          | Zeit        |
| ----- | -------------- | ------------- | ----------- |
| 1     | Alain Prost    | Ferrari       | 1:37:21,258 |
| 2     | Gerhard Berger | McLaren-Honda | + 13,564    |
| 3     | Ayrton Senna   | McLaren-Honda | + 37,772    |
| PP    | Ayrton Senna   | McLaren-Honda | 1:17,277    |
| SR    | Gerhard Berger | McLaren-Honda | 1:19,899    |

Der Große Preis von Brasilien in São Paulo in Brasilien fand am 25. März 1990 statt und ging über 71 Runden (307,1 km).
Insgesamt wurden von 26 gestarteten Fahrern 14 gewertet.

### Großer Preis von San Marino
| Platz | Fahrer             | Team             | Zeit        |
| ----- | ------------------ | ---------------- | ----------- |
| 1     | Riccardo Patrese   | Williams-Renault | 1:30:55,478 |
| 2     | Gerhard Berger     | McLaren-Honda    | + 5,117     |
| 3     | Alessandro Nannini | Benetton-Ford    | + 6,240     |
| PP    | Ayrton Senna       | McLaren-Honda    | 1:23,220    |
| SR    | Alessandro Nannini | Benetton-Ford    | 1:27,156    |

Der Große Preis von San Marino in Imola fand am 13. Mai 1990 statt und ging über 61 Runden (307,4 km).
Trainings-Bester wurde Ayrton Senna (McLaren), fiel allerdings im Rennen wegen Problemen mit der Radaufhängung aus. Insgesamt wurden von 26 gestarteten Fahrern 13 gewertet.

### Großer Preis von Monaco
| Platz | Fahrer         | Team          | Zeit        |
| ----- | -------------- | ------------- | ----------- |
| 1     | Ayrton Senna   | McLaren-Honda | 1:52:46,982 |
| 2     | Jean Alesi     | Tyrrell-Ford  | + 1,087     |
| 3     | Gerhard Berger | McLaren-Honda | + 2,073     |
| PP    | Ayrton Senna   | McLaren-Honda | 1:21,314    |
| SR    | Ayrton Senna   | McLaren-Honda | 1:24,468    |

Der Große Preis von Monaco in Monte Carlo fand am 27. Mai 1990 statt und ging über 78 Runden (259,6 km).
Insgesamt wurden von 26 gestarteten Fahrern nur sieben gewertet.

### Großer Preis von Kanada
| Platz | Fahrer         | Team          | Zeit        |
| ----- | -------------- | ------------- | ----------- |
| 1     | Ayrton Senna   | McLaren-Honda | 1:42:56,400 |
| 2     | Nelson Piquet  | Benetton-Ford | + 10,497    |
| 3     | Nigel Mansell  | Ferrari       | + 13,385    |
| PP    | Ayrton Senna   | McLaren-Honda | 1:20,399    |
| SR    | Gerhard Berger | McLaren-Honda | 1:22,077    |

Der Große Preis von Kanada in Montreal fand am 10. Juni 1990 statt und ging über eine Distanz von 70 Runden (307,3 km).
Insgesamt wurden von 26 gestarteten Fahrern 13 gewertet.

### Großer Preis von Mexiko
| Platz | Fahrer         | Team          | Zeit        |
| ----- | -------------- | ------------- | ----------- |
| 1     | Alain Prost    | Ferrari       | 1:32:35,783 |
| 2     | Nigel Mansell  | Ferrari       | + 25,251    |
| 3     | Gerhard Berger | McLaren-Honda | + 25,530    |
| PP    | Gerhard Berger | McLaren-Honda | 1:17,227    |
| SR    | Alain Prost    | Ferrari       | 1:17,958    |

Der Große Preis von Mexiko in Mexiko-Stadt fand am 24. Juni 1990 statt und ging über eine Distanz von 69 Runden (305 km).
Insgesamt wurden von 26 gestarteten Fahrern 20 gewertet.

### Großer Preis von Frankreich
| Platz | Fahrer        | Team              | Zeit        |
| ----- | ------------- | ----------------- | ----------- |
| 1     | Alain Prost   | Ferrari           | 1:33:29,606 |
| 2     | Ivan Capelli  | Leyton House-Judd | + 8,626     |
| 3     | Ayrton Senna  | McLaren-Honda     | + 11,606    |
| PP    | Nigel Mansell | Ferrari           | 1:04,402    |
| SR    | Nigel Mansell | Ferrari           | 1:08,012    |

Der Große Preis von Frankreich auf dem Circuit Paul Ricard fand am 8. Juli 1990 statt und ging über eine Distanz von 80 Runden (305 km).
Der von der Pole-Position startende Nigel Mansell fiel im Rennen wegen Problemen mit dem Motor aus.
Insgesamt wurden von 26 Fahrern 18 gewertet.

### Großer Preis von Großbritannien
| Platz | Fahrer          | Team             | Zeit        |
| ----- | --------------- | ---------------- | ----------- |
| 1     | Alain Prost     | Ferrari          | 1:18:30,999 |
| 2     | Thierry Boutsen | Williams-Renault | + 39,092    |
| 3     | Ayrton Senna    | McLaren-Honda    | + 43,088    |
| PP    | Nigel Mansell   | Ferrari          | 1:07,428    |
| SR    | Nigel Mansell   | Ferrari          | 1:11,291    |

Der Große Preis von Großbritannien in Silverstone fand am 15. Juli 1990 statt und ging über eine Distanz von 64 Runden (305,8 km).
Die schnellste Rundenzeit im Rennen fuhr Nigel Mansell, allerdings fiel er wegen Getriebeproblemen aus. Insgesamt wurden von 26 gestarteten Fahrern 14 gewertet.

### Großer Preis von Deutschland
| Platz | Fahrer             | Team             | Zeit        |
| ----- | ------------------ | ---------------- | ----------- |
| 1     | Ayrton Senna       | McLaren-Honda    | 1:20:47,164 |
| 2     | Alessandro Nannini | Benetton-Ford    | + 6,520     |
| 3     | Gerhard Berger     | McLaren-Honda    | + 8,553     |
| PP    | Ayrton Senna       | McLaren-Honda    | 1:40,198    |
| SR    | Thierry Boutsen    | Williams-Renault | 1:45,602    |

Der Große Preis von Deutschland in Hockenheim fand am 29. Juli 1990 statt und ging über eine Distanz von 45 Runden (306 km).
Insgesamt wurden von 26 gestarteten Fahrern elf gewertet.

### Großer Preis von Ungarn
| Platz | Fahrer           | Team             | Zeit        |
| ----- | ---------------- | ---------------- | ----------- |
| 1     | Thierry Boutsen  | Williams-Renault | 1:49:30,597 |
| 2     | Ayrton Senna     | McLaren-Honda    | + 0,288     |
| 3     | Nelson Piquet    | Benetton-Ford    | + 27,893    |
| PP    | Thierry Boutsen  | Williams-Renault | 1:17,919    |
| SR    | Riccardo Patrese | Williams-Renault | 1:22,058    |

Der Große Preis von Ungarn in Mogyoród fand am 12. August 1990 statt und ging über eine Distanz von 77 Runden (305,5 km).
Insgesamt wurden von 26 gestarteten Fahrern 17 gewertet.

### Großer Preis von Belgien
| Platz | Fahrer         | Team          | Zeit        |
| ----- | -------------- | ------------- | ----------- |
| 1     | Ayrton Senna   | McLaren-Honda | 1:26:31,997 |
| 2     | Alain Prost    | Ferrari       | + 3,550     |
| 3     | Gerhard Berger | McLaren-Honda | + 28,462    |
| PP    | Ayrton Senna   | McLaren-Honda | 1:50,365    |
| SR    | Alain Prost    | Ferrari       | 1:55,087    |

Der Große Preis von Belgien in Spa-Francorchamps fand am 26. August 1990 statt und ging über eine Distanz von 44 Runden (305,4 km).
Insgesamt wurden von 26 Fahrern 17 gewertet.

### Großer Preis von Italien
| Platz | Fahrer         | Team          | Zeit        |
| ----- | -------------- | ------------- | ----------- |
| 1     | Ayrton Senna   | McLaren-Honda | 1:17:57,878 |
| 2     | Alain Prost    | Ferrari       | + 6,054     |
| 3     | Gerhard Berger | McLaren-Honda | + 7,404     |
| PP    | Ayrton Senna   | McLaren-Honda | 1:22,533    |
| SR    | Ayrton Senna   | McLaren-Honda | 1:26,254    |

Der Große Preis von Italien in Monza fand am 9. September 1990 statt und ging über eine Distanz von 53 Runden (307,4 km).
Insgesamt wurden von 26 Fahrern 14 gewertet.

### Großer Preis von Portugal
| Platz | Fahrer           | Team             | Zeit        |
| ----- | ---------------- | ---------------- | ----------- |
| 1     | Nigel Mansell    | Ferrari          | 1:22:11,014 |
| 2     | Ayrton Senna     | McLaren-Honda    | + 2,808     |
| 3     | Alain Prost      | Ferrari          | + 4,189     |
| PP    | Nigel Mansell    | Ferrari          | 1:13,557    |
| SR    | Riccardo Patrese | Williams-Renault | 1:18,306    |

Der Große Preis von Portugal in Estoril fand am 23. September 1990 statt und ging über eine Distanz von 61 Runden (265,4 km). Das Rennen wurde zehn Runden vor dem Ende nach einer Kollision zwischen Alex Caffi und Aguri Suzuki vorzeitig abgebrochen.
Insgesamt wurden von 25 gestarteten Fahrern 15 gewertet.

### Großer Preis von Spanien
| Platz | Fahrer             | Team             | Zeit        |
| ----- | ------------------ | ---------------- | ----------- |
| 1     | Alain Prost        | Ferrari          | 1:48:01,461 |
| 2     | Nigel Mansell      | Ferrari          | + 22,064    |
| 3     | Alessandro Nannini | Benetton-Ford    | + 34,874    |
| PP    | Ayrton Senna       | McLaren-Honda    | 1:18,387    |
| SR    | Riccardo Patrese   | Williams-Renault | 1:24,513    |

Der Große Preis von Spanien in Jerez fand am 30. September 1990 statt und ging über eine Distanz von 73 Runden (308 km).
Der von Platz 1 startende Ayrton Senna (McLaren) fiel im Rennen wegen Motorproblemen aus.
Insgesamt wurden von 25 gestarteten Fahrern zehn gewertet.
Martin Donnelly hatte während des Qualifyings einen schweren Unfall. Das Fahrzeug zerbrach bei dem Unfall in mehrere Teile. Donnelly wurde schwer verletzt und musste seine Karriere beenden.

### Großer Preis von Japan
| Platz | Fahrer           | Team             | Zeit        |
| ----- | ---------------- | ---------------- | ----------- |
| 1     | Nelson Piquet    | Benetton-Ford    | 1:34:36,824 |
| 2     | Roberto Moreno   | Benetton-Ford    | + 7,223     |
| 3     | Aguri Suzuki     | Lola-Lamborghini | + 22,469    |
| PP    | Ayrton Senna     | McLaren-Honda    | 1:36,996    |
| SR    | Riccardo Patrese | Williams-Renault | 1:44,233    |

Der Große Preis von Japan in Suzuka fand am 21. Oktober 1990 statt und ging über eine Distanz von 53 Runden (310,5 km).
Trainingsbester wurde Ayrton Senna (McLaren) vor Alain Prost. Allerdings wurde die Pole-Position nach dem Qualifying auf die Innenseite verlegt, wodurch sich Senna benachteiligt sah. Er wäre lieber von der äußeren Seite gestartet, die auf der sauberen Ideallinie lag. Nachdem Senna am Start die Führungsposition an seinen WM-Rivalen Prost verloren hatte, verursachte er eine Kollision mit Prost in der ersten Kurve, bei der beide Fahrer ausschieden. Damit blieb Sennas Vorsprung in der Weltmeisterschaft bei neun Punkten, die Prost im letzten Rennen auch aufgrund der Streichresultat-Regel nicht mehr aufholen konnte – Senna gewann so vorzeitig seinen zweiten Weltmeistertitel.
Insgesamt wurden von 25 gestarteten Fahrern zehn gewertet.

### Großer Preis von Australien
| Platz | Fahrer        | Team          | Zeit        |
| ----- | ------------- | ------------- | ----------- |
| 1     | Nelson Piquet | Benetton-Ford | 1:49:44,570 |
| 2     | Nigel Mansell | Ferrari       | + 3,129     |
| 3     | Alain Prost   | Ferrari       | + 37,259    |
| PP    | Ayrton Senna  | McLaren-Honda | 1:15,671    |
| SR    | Nigel Mansell | Ferrari       | 1:18,203    |

Der Große Preis von Australien in Adelaide fand am 4. November 1990 statt und ging über eine Distanz von 81 Runden (306,2 km).
Der von der Pole-Position startende Ayrton Senna (McLaren) fiel im Rennen wegen Getriebeproblemen aus.
Insgesamt wurden von 26 gestarteten Fahrern 13 gewertet.

## Weltmeisterschaftswertungen
Weltmeister wird derjenige Fahrer bzw. Konstrukteur, der bis zum Saisonende die meisten Punkte in der Weltmeisterschaft angesammelt hat. Die sechs erstplatzierten Fahrer jedes Rennens erhielten Punkte nach folgendem Schema:
| Platz  | 1 | 2 | 3 | 4 | 5 | 6 |
| Punkte | 9 | 6 | 4 | 3 | 2 | 1 |

In der Fahrerwertung wurden die besten elf Resultate, in der Konstrukteurswertung alle Resultate gewertet.

### Fahrerwertung
| Pos. | Fahrer        | Konstrukteur        |      |      |      |      |      |      |      |      |      |      |      |      |      |      |     |     | Punkte  |
| 01   | A. Senna      | McLaren-Honda       | 1    | 3    | DNF  | 1    | 1    | 20*  | 3    | 3    | 1    | 2    | 1    | 1    | 2    | DNF  | DNF | DNF | 78      |
| 02   | A. Prost      | Ferrari             | DNF  | 1    | 4    | DNF  | (5)  | 1    | 1    | 1    | 4    | DNF  | 2    | 2    | 3    | 1    | DNF | 3   | 71 (73) |
| 03   | N. Piquet     | Benetton-Ford       | 4    | (6)  | 5    | DSQ  | 2    | 6    | 4    | 5    | DNF  | 3    | 5    | 7    | 5    | DNF  | 1   | 1   | 43 (44) |
| 04   | G. Berger     | McLaren-Honda       | DNF  | 2    | 2    | 3    | 4    | 3    | 5    | 14*  | 3    | 16*  | 3    | 3    | 4    | DNF  | DNF | 4   | 43      |
| 05   | N. Mansell    | Ferrari             | DNF  | 4    | DNF  | DNF  | 3    | 2    | 18*  | DNF  | DNF  | 17*  | DNF  | 4    | 1    | 2    | DNF | 2   | 37      |
| 06   | T. Boutsen    | Williams-Renault    | 3    | 5    | DNF  | 4    | DNF  | 5    | DNF  | 2    | 6    | 1    | DNF  | DNF  | DNF  | 4    | 5   | 5   | 34      |
| 07   | R. Patrese    | Williams-Renault    | 9    | 13*  | 1    | DNF  | DNF  | 9    | 6    | DNF  | 5    | 4    | DNF  | 5    | 7    | 5    | 4   | 6   | 23      |
| 08   | A. Nannini    | Benetton-Ford       | 11   | 10*  | 3    | DNF  | DNF  | 4    | 16*  | DNF  | 2    | DNF  | 4    | 8    | 6    | 3    | INJ | INJ | 21      |
| 09   | J. Alesi      | Tyrrell-Ford        | 2    | 7    | 6    | 2    | DNF  | 7    | DNF  | 8    | 11*  | DNF  | 8    | DNF  | 8    | DNF  | DNS | 8   | 13      |
| 10   | I. Capelli    | Leyton House-Judd   | DNF  | DNQ  | DNF  | DNF  | 10   | DNQ  | 2    | DNF  | 7    | DNF  | 7    | DNF  | DNF  | DNF  | DNF | DNF | 6       |
| 11   | R. Moreno     | EuroBrun-Judd       | 13   | DNPQ | DNF  | DNQ  | DNQ  | DNQ  | DNPQ | DNPQ | DNPQ | DNPQ | DNPQ | DNPQ | DNPQ | DNPQ |     |     | 0       |
| 11   | R. Moreno     | Benetton-Ford       |      |      |      |      |      |      |      |      |      |      |      |      |      |      | 2   | 7   | 6       |
| 12   | A. Suzuki     | Lola-Lamborghini    | DNF  | DNF  | DNF  | DNF  | 12   | DNF  | 7    | 6    | DNF  | DNF  | DNF  | DNF  | 14*  | 6    | 3   | DNF | 6       |
| 13   | É. Bernard    | Lola-Lamborghini    | 8    | DNF  | 13*  | 6    | 9    | DNF  | 8    | 4    | DNF  | 6    | 9    | DNF  | DNF  | DNF  | DNF | DNF | 5       |
| 14   | D. Warwick    | Lotus-Lamborghini   | DNF  | DNF  | 7    | DNF  | 6    | 10   | 11   | DNF  | 8    | 5    | 11   | DNF  | DNF  | DNF  | DNF | DNF | 3       |
| 15   | S. Nakajima   | Tyrrell-Ford        | 6    | 8    | DNF  | DNF  | 11   | DNF  | DNF  | DNF  | DNF  | DNF  | DNF  | 6    | DNS  | DNF  | 6   | DNF | 3       |
| 16   | A. Caffi      | Arrows-Ford         |      | DNF  | DNQ  | 5    | 8    | DNQ  | DNF  | 7    | 9    | 9    | 10   | 9    | 13*  |      | 9   | DNQ | 2       |
| 17   | S. Modena     | Brabham-Judd        | 5    | DNF  | DNF  | DNF  | 7    | 11   | 13   | 9    | DNF  | DNF  | 17*  | DNF  | DNF  | DNF  | DNF | 12  | 2       |
| 18   | M. Gugelmin   | Leyton House-Judd   | 14   | DNQ  | DNF  | DNQ  | DNQ  | DNQ  | DNF  | DNS  | DNF  | 8    | 6    | DNF  | 12   | 8    | DNF | DNF | 1       |
| 19   | N. Larini     | Ligier-Ford         | DNF  | 11   | 10   | DNF  | DNF  | 16   | 14   | 10   | 10   | 11   | 14   | 11   | 10   | 7    | 7   | 10  | 0       |
| 20   | M. Donnelly   | Lotus-Lamborghini   | DNF  | DNF  | 8    | DNF  | DNF  | 8    | 12   | DNF  | DNF  | 7    | 12   | DNF  | DNF  | DNS  |     |     | 0       |
| 21   | P. Martini    | Minardi-Ford        | 7    | 9    | DNS  | DNF  | DNF  | 12   | DNF  | DNF  | DNF  | DNF  | 15   | DNF  | 11   | DNF  | 8   | 9   | 0       |
| 22   | G. Foitek     | Brabham-Judd        | DNF  | DNF  |      |      |      |      |      |      |      |      |      |      |      |      |     |     | 0       |
| 22   | G. Foitek     | Onyx-Ford           |      |      | DNF  | 7*   | DNF  | 15   | DNQ  | DNQ  | DNF  | DNQ  |      |      |      |      |     |     | 0       |
| 23   | P. Alliot     | Ligier-Ford         | DSQ  | 12   | 9    | DNF  | DNF  | 18   | 9    | 13   | DSQ  | 14   | DNQ  | 13   | DNF  | DNF  | 10  | 11  | 0       |
| 24   | M. Alboreto   | Arrows-Ford         | 10   | DNF  | DNQ  | DNQ  | DNF  | 17   | 10   | DNF  | DNF  | 12   | 13   | 12*  | 9    | 10   | DNF | DNQ | 0       |
| 25   | Y. Dalmas     | AGS-Ford            | DNPQ | DNF  |      | DNPQ | DNPQ | DNPQ | 17   | DNPQ | DNQ  | DNQ  | DNQ  | NC   | DNF  | 9    | DNQ | DNQ | 0       |
| 26   | E. Pirro      | Dallara-Ford        |      |      | DNF  | DNF  | DNF  | DNF  | DNF  | 11   | DNF  | 10   | DNF  | DNF  | 15   | DNF  | DNF | DNF | 0       |
| 27   | A. de Cesaris | Dallara-Ford        | DNF  | DNF  | DNF  | DNF  | DNF  | 13   | DSQ  | DNF  | DNQ  | DNF  | DNF  | 10   | DNF  | DNF  | DNF | DNF | 0       |
| 28   | P. Barilla    | Minardi-Ford        | DNF  | DNF  | 11   | DNF  | DNQ  | 14   | DNQ  | 12   | DNQ  | 15   | DNF  | DNQ  | DNQ  | DNQ  |     |     | 0       |
| 29   | JJ Lehto      | Onyx-Ford           | DNQ  | DNQ  | 12   | DNF  | DNF  | DNF  | DNQ  | DNQ  | NC   | DNQ  |      |      |      |      |     |     | 0       |
| 30   | B. Schneider  | Arrows-Ford         | 12   |      |      |      |      |      |      |      |      |      |      |      |      | DNQ  |     |     | 0       |
| 31   | O. Grouillard | Osella-Ford         | DNF  | DNF  | DNF  | DNQ  | 13   | 19   | DNPQ | DNQ  | DNQ  | DNPQ | 16   | DNF  | DNQ  | DNF  | DNQ | 13  | 0       |
| 32   | G. Tarquini   | AGS-Ford            | DNPQ | DNPQ | DNPQ | DNPQ | DNPQ | DNPQ | DNQ  | DNF  | DNPQ | 13   | DNQ  | DNQ  | DNQ  | DNF  | DNQ | DNF | 0       |
| 33   | G. Morbidelli | Dallara-Ford        | DNQ  | 14   |      |      |      |      |      |      |      |      |      |      |      |      |     |     | 0       |
| 33   | G. Morbidelli | Minardi-Ford        |      |      |      |      |      |      |      |      |      |      |      |      |      |      | DNF | DNF | 0       |
| 34   | D. Brabham    | Brabham-Judd        |      |      | DNQ  | DNF  | DNQ  | DNF  | 15   | DNQ  | DNF  | DNQ  | DNF  | DNQ  | DNF  | DNQ  | DNF | DNF | 0       |
| —    | J. Herbert    | Lotus-Lamborghini   |      |      |      |      |      |      |      |      |      |      |      |      |      |      | DNF | DNF | 0       |
| —    | S. Johansson  | Onyx-Ford           | DNQ  | DNQ  |      |      |      |      |      |      |      |      |      |      |      |      |     |     | 0       |
| —    | B. Gachot     | Coloni-Subaru/-Ford | DNPQ | DNPQ | DNPQ | DNPQ | DNPQ | DNPQ | DNPQ | DNPQ | DNPQ | DNPQ | DNQ  | DNQ  | DNQ  | DNQ  | DNQ | DNQ | 0       |
| —    | B. Giacomelli | Life/-Judd          |      |      | DNPQ | DNPQ | DNPQ | DNPQ | DNPQ | DNPQ | DNPQ | DNPQ | DNPQ | DNPQ | DNPQ | DNPQ |     |     | 0       |
| —    | C. Langes     | EuroBrun-Judd       | DNPQ | DNPQ | DNPQ | DNPQ | DNPQ | DNPQ | DNPQ | DNPQ | DNPQ | DNPQ | DNPQ | DNPQ | DNPQ | DNPQ |     |     | 0       |
| —    | G. Brabham    | Life                | DNPQ | DNPQ |      |      |      |      |      |      |      |      |      |      |      |      |     |     | 0       |

| Legende  | Legende            | Legende                                                          |
| Farbe    | Abkürzung          | Bedeutung                                                        |
| -------- | ------------------ | ---------------------------------------------------------------- |
| Gold     | –                  | Sieg                                                             |
| Silber   | –                  | 2. Platz                                                         |
| Bronze   | –                  | 3. Platz                                                         |
| Grün     | –                  | Platzierung in den Punkten                                       |
| Blau     | –                  | Klassifiziert außerhalb der Punkteränge                          |
| Violett  | DNF                | Rennen nicht beendet (did not finish)                            |
| Violett  | NC                 | nicht klassifiziert (not classified)                             |
| Rot      | DNQ                | nicht qualifiziert (did not qualify)                             |
| Rot      | DNPQ               | in Vorqualifikation gescheitert (did not pre-qualify)            |
| Schwarz  | DSQ                | disqualifiziert (disqualified)                                   |
| Weiß     | DNS                | nicht am Start (did not start)                                   |
| Weiß     | WD                 | zurückgezogen (withdrawn)                                        |
| Hellblau | PO                 | nur am Training teilgenommen (practiced only)                    |
| Hellblau | TD                 | Freitags-Testfahrer (test driver)                                |
| ohne     | DNP                | nicht am Training teilgenommen (did not practice)                |
| ohne     | INJ                | verletzt oder krank (injured)                                    |
| ohne     | EX                 | ausgeschlossen (excluded)                                        |
| ohne     | DNA                | nicht erschienen (did not arrive)                                |
| ohne     | C                  | Rennen abgesagt (cancelled)                                      |
| ohne     | keine WM-Teilnahme |                                                                  |
| sonstige | P/fett             | Pole-Position                                                    |
| sonstige | 1/2/3/4/5/6/7/8    | Punktplatzierung im Sprint-/Qualifikationsrennen                 |
| sonstige | SR/kursiv          | Schnellste Rennrunde                                             |
| sonstige | *                  | nicht im Ziel, aufgrund der zurückgelegten Distanz aber gewertet |
| sonstige | ()                 | Streichresultate                                                 |
| sonstige | unterstrichen      | Führender in der Gesamtwertung                                   |

### Konstrukteurswertung

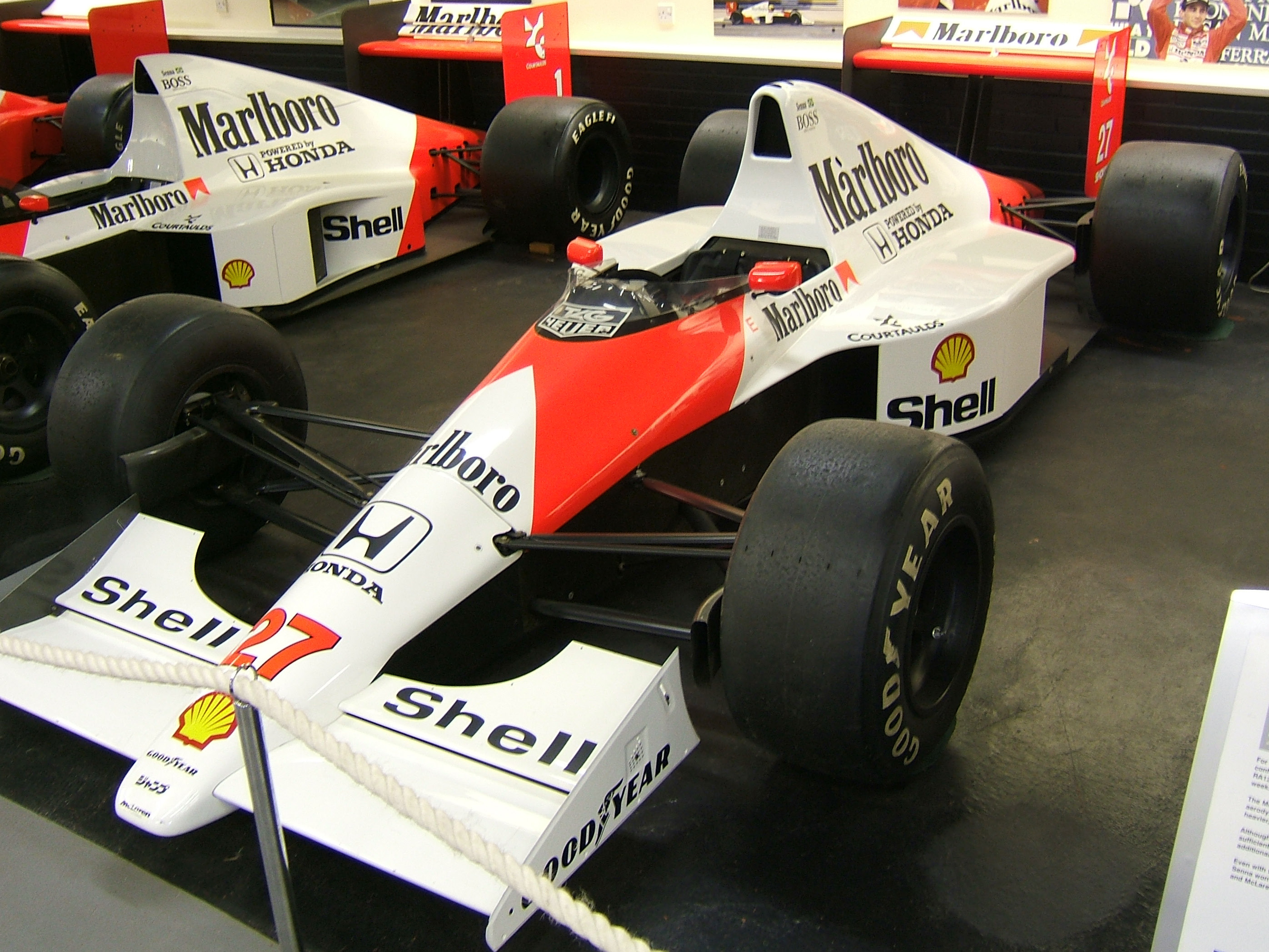
McLaren MP4/5B Honda von 1990

| Pos. | Konstrukteur      | Punkte |
| ---- | ----------------- | ------ |
| 1    | McLaren-Honda     | 121    |
| 2    | Ferrari           | 110    |
| 3    | Benetton-Ford     | 71     |
| 4    | Williams-Renault  | 57     |
| 5    | Tyrrell-Ford      | 16     |
| 6    | Lola-Lamborghini  | 11     |
| 7    | Leyton House-Judd | 7      |
| 8    | Lotus-Lamborghini | 3      |
| 9    | Arrows-Ford       | 2      |
| 10   | Brabham-Judd      | 2      |

| Pos. | Konstrukteur        | Punkte |
| ---- | ------------------- | ------ |
| 11   | Ligier-Ford         | 0      |
| 12   | Minardi-Ford        | 0      |
| 13   | Onyx-Ford           | 0      |
| 14   | AGS-Ford            | 0      |
| 15   | Dallara-Ford        | 0      |
| 16   | Osella-Ford         | 0      |
| 17   | EuroBrun-Judd       | 0      |
| —    | Coloni-Subaru/-Ford | 0      |
| —    | Life/-Judd          | 0      |